# Delenn
Satai Delenn este un personaj principal din universul fictiv al serialului de televiziune science-fiction Babylon 5  interpretat de Mira Furlan. 

## Istoricul personajului

### Prezentare generală
Delenn, un ambasador extraterestru și lider de pe planeta Minbar, este unul dintre personajele esențiale din Babylon 5. 
O femeie înțeleaptă care încă reușește să găsească umor și capriciu în viață, Delenn se schimbă de-a lungul timpului de la o preoteasă timidă și respectuoasă la un lider politic și militar decisiv. Caracterul ei este complex: este pasional, articulat și cu voință puternică, dar afișează nesiguranță și ambivalență cu privire la locul ei în profeție. Ea este dreaptă din punct de vedere moral, încercând mereu să acționeze pentru binele tuturor - totuși este obligată să păstreze secrete mortale și să spună minciuni prin omisiune. În mod normal, lui Delenn nu îi place violența și preferă să fie un constructor al consensului. Cu toate acestea, deciziile ei au fost în mod repetat catalizatorul schimbărilor violente și al războiului. Delenn este, de asemenea, destul de dispusă să lupte - așa cum este arătat în episodul "Severed Dreams", și în timpul întâlnirii cu rasa Drakh. Ea este atât una dintre cele mai importante figuri religioase ale stației Babylon 5, cât și eroina sa romantică. 
Delenn a fost conceput inițial ca fiind un personaj masculin (în cele din urmă destinat să se transforme într-unul feminin), dar jucat de un actor feminin, pentru a da personajului manierism feminin și, prin urmare, să-l facă mai „extraterestru”. Filmul de televiziune pilot Babylon 5 The Gathering a fost filmat în acest sens, dar modificarea prin computer al vocii actriței Mira Furlan pentru a o face să pară masculină nu a fost convingătoare, așa că ideea a fost abandonată și Delenn a devenit o femeie. Machiajul Minbari folosit ulterior i-a conferit lui Delenn un aspect mult mai feminin. În pilot, aspectul general al lui Delenn este mai aspru, vocea ei este puțin mai joasă, iar bărbia este vizibil mai ascuțită. Aceasta duce la o eroare de continuitate minoră în filmul B5 In the Beginning, prin faptul că apariția lui Delenn în prequel devine masculină (în pilot) și revine feminină în serie. 

### Războiul Pământ-Minbari
Minbarii sunt împărțiți în trei caste - religioasă, războinică și a muncitorilor. Delenn este un lider al castei religioase al rasei sale și un membru al Consiliului Gri, grupul misterios și puternic care guvernează Minbar. 
Cu zece ani înaintea scenei de deschidere a seriei, un comandant militar al Pământului interpretează greșit faptul că nava amiral Minbari se apropie de flota oamenilor cu porturile de arme deschise (un semn de respect la Minbari) și dă ordinul de atac în grabă, ucigându-l pe liderul lor Dukhat. Această singură greșeală duce la sângerosul război Pământ-Minbari, în care rasa umană este aproape exterminată. Delenn, atunci o tânără ucenică, era protejata lui Dukhat, iar răzbunarea și mâhnirea ei provocată de moartea lui Dukhat au consecințe de amploare. Și anume, votul ei, în timp ce era afectată emoțional, a fost factorul decisiv pentru începerea războiului Pământ-Minbari. Cu toate acestea, Delenn și-a reconsiderat curând poziția după ce s-a calmat, dar a fost îngrozită să afle consecința deciziei sale pripite. În timp ce Delenn nu a putut să-și anuleze votul, ea a rămas printre cele mai puternice voci din Minbari pledând pentru o rezoluție pașnică. 
În Bătălia Ultimei Linii, ultima încercare a rasei umane de a se salva, Delenn este cea care împiedică anihilarea finală. Acționând pe baza sfaturilor criptice ale lui Kosh (misteriosul și puternicul ambasador Vorlon), Delenn convinge Consiliul Gri să prindă un om cu pretextul că îl va interoga despre apărarea Pământului. În acest sens, comandantul  Jeffrey Sinclair a fost selectat și examinat, ceea ce permite descoperirea unor dezvăluiri uimitoare despre umanitate care promovează decizia că războiul trebuie să se încheie brusc. Mult mai târziu este sugerat faptul că această decizie a fost luată datorită descoperii ADN-ului comun și a faptului că de generații sufletele Minbari se reîncarnează în oameni.   
Pe măsură ce lunile de război trec, Delenn devine din ce în ce mai deprimată de război, realizând prea târziu ce a început și cât ar costa totul. Când un coleg din Consiliului Gri i-a spus despre „Războiul ei Sfânt” că este aproape terminat, ea a răspuns pur și simplu cu întrebarea „Dar suntem mai sfinți?”. Mulți ani mai târziu, este dezvăluit că anii ei de activitate diplomatică pentru a face ca oamenii și Minbarii să trăiască în pace au fost parțial o încercare de a încerca să facă față acestei greșeli. 

### Primul an
O mare parte din drama și faptele de pe Babylon 5 provine din intersecțiile și conflictele diferitelor rase și ideologii. Rasele umane și Minbari se împletesc strâns la doar 10 ani după ce au fost dușmani de moarte. Delenn, împreună cu Jeffrey Sinclair și John Sheridan, sunt catalizatorul acestei schimbări. 
Delenn apare pentru prima dată ca misteriosul, dar aparent binevoitorul ambasador Minbari pe Babylon 5. Ajutorul ei, Lennier, o numește „Satai”, când vine prima dată la bord, indicând că este unul dintre liderii Consiliului Gri, dar Delenn alege să păstreze tăcerea în privința acestei informații, ordonându-i să nu mai folosească niciodată acest titlu în prezența ei în timp ce se afla pe stație. Când un vânător de suflete renegat de vine la bordul stației, dispus să ucidă figuri istorice importante pentru a le fura sufletele (ceea ce este în contrast puternic cu politica „normală” a unui vânător de suflete de a aștepta cu răbdare până când ținta lor moare din cauze naturale sau este ucis de către altcineva), el își concentrează atenția asupra lui Delenn, indicând că în viitor va avea o importanță deosebită. Acest eveniment dezvăluie statutul ei de membru al Consiliului Gri comandantului B 5, Jeffrey Sinclair, atunci când efectuează o căutare după cuvântul Satai. 
Delenn este unul dintre cei mai respectați și plăcuți diplomați de la bordul stației, iar personalul de comandă are încredere în ea pentru a-i ajuta la calmarea tensiunilor și a conflictelor dintre diferite rase. 
Ea formează rapid o prietenie cu Sinclair, pe care Minbarii l-au cerut în mod special în funcția de șef al stației, în detrimentul unui număr de ofițeri și politicieni de rang superior EarthForce. Sinclair o consideră prietenă și confidentă, dar totuși suspectează că Delenn ascunde informații de el. Cu toate acestea ea îi oferă informații despre Vorloni în filmul Babylon 5: Adunarea. 
La sfârșitul primului an, pe măsură ce are loc transferul de putere de la Sinclair către Sheridan, Delenn se transformă, suferind o hibernare ciudată și dureroasă în interiorul unui cocon creat de un dispozitiv antic. Când reapare, este dezvăluit că a devenit un hibrid pe jumătate uman, pe jumătate Minbari, cu păr uman în cap - ea este tratată inițial cu suspiciune de către oameni și Minbari deopotrivă. (Întâmplător, pe vremea când s-a intenționat ca Delenn  să fie un personaj masculin, personajul ar fi schimbat, de asemenea, genul, precum și specia și ar fi devenit femelă.) Delenn a jucat un rol esențial pentru ca Sinclair să fie numit ca primul ambasador al Pământului pe planeta Minbar. 

### Războiul Umbrelor
Alegerile făcute în al doilea an al stației B5 au dus la o schimbare cumplită, pentru stație, Pământ și Minbar. Cea mai riscantă variantă a fost ca Delenn și John Sheridan să se îndrăgostească. 
Când Delenn îl alege Sheridan, acest lucru duce la un conflict suplimentar între castele Minbari religioasă și războinică, care în curând duce la o întrerupe a o mie de ani de cooperare și curând începe un război civil una împotriva celeilalte caste. În mod similar, pentru că o alege pe Delenn drept partenera sa, Sheridan este învinovățit și respins de mulți pământeni de acasă, care îl consideră a fi spălat pe creier de „influența extraterestră” a lui Delenn. 
La fel ca Sheridan, Delenn întreține o relație de prietenie și o alianță cu Kosh, ambasadorul Vorlon pe B 5, devenind primul lider al unei „Armate a Luminii”. De asemenea, devine Entil'zha, lidera Rangerilor, un grup dedicat care lucrează pentru Armata Luminii. Majoritatea Rangerilor sunt oameni sau Minbari, care se reunesc ca o forță pentru a lupta cu Umbrele, o rasă străveche și mortală. 
O rivalitate mocnește între Delenn și Neroon, unul dintre liderii de rang superior din casta războinică Minbar, care consideră intolerabilă fascinația lui Delenn pentru oameni. Neroon ajunge înaintea ceremoniei care ar face-o pe Entil'zha, șefa Rangerilor (după ce Sinclair a lăsat poziția deschisă), căutând să ia poziția pentru el însuși pe motiv că Rangerii au nevoie de un membru al Războinicilor pentru a-i conduce în războiul care vine. Neroon își anunță oficial intenția de a o pe ucide pe Delenn, ceea ce face ca Marcus, un ranger uman, să lupte cu Neroon, un războinic mult mai experimentat în lupta Minbari, în efortul de a-l întârzia să ajungă la ceremonia care obva investi ireversibil pe Delenn ca Entil'zha a Rangerilor. Reușește, dar abia supraviețuiește bătăliei cu Neroon, care este zguduit atunci când Marcus își invocă disponibilitatea de a muri pentru „Primul” în numele lui Valen. În cele din urmă, Neroon își dă seama că, în timp ce Rangerii ar muri pentru Delenn, probabil că nu ar face acest lucru pentru el și acceptă s-o lase pe Delenn în pace. Neroon și Delenn sunt în continuare rivali, dar s-a stabilit un respect reciproc între cei doi. 
După ce Sheridan și Babylon 5 s-au despărțit de Pământ, Delenn este cea care salvează stația cu o flotă de nave Minbari, dar cu costuri mari. Deoarece Consiliul Gri a refuzat să participe la Războiul Umbrelor (deoarece casta Războinicilor a dominat consiliul; aceștia au patru membri în consiliu, în loc de trei, astfel, înclinând echilibrul puterii în favoarea lor), Delenn nu are de ales decât să distrugă cercul simbolic al Consiliului Gri. Castele religioasă și muncitoare (și cele două treimi ale flotei Minbari pe care le controlează) se alătură Babylon 5 și Armatei Luminii. Din păcate, fără Consiliul Gri ca să păstreze ordinea, diviziunile din societatea Minbari devin atât de puternice încât curând izbucnește războiul civil. 
În tradiția spirituală Minbari, există profeții despre „Unicul” ( „Războiul fără sfârșit”, „Partea a II-a ) - o triadă de lideri -„ Cel care a fost, cel care este, cel care va fi ”. „Cel care a fost” este Valen, cel mai mare lider al Minbari. Valen este un om de pe Terra care a suferit aceeași transformare ca Delenn - devenind aparent parte umană, parte Minbari. În trecutul îndepărtat, cu sute de ani înainte de construirea B 5, el a devenit un mare lider al poporului Minbari. Folosind stația Babylon 4 „împrumutată” și lucrând cu Vorlonii, Valen a creat o coaliție puternică, care a învins Umbrele cu o mie de ani în urmă. Ulterior s-a aflat că Delenn însăși este descendentă lui Valen („ Ispășire ”) și că Valen este Jeffrey Sinclair care a călătorit înapoi în timp. 
O mie de ani mai târziu, John Sheridan este „Cel care va fi”, cel care va transforma rasa umană și planeta Pământ la fel cum a făcut Valen cu Minbari. 
Delenn este „Cel/cea care este”, reprezentând ambele jumătăți ale Minbari și ale rasei umane contopite, mai literal fuzionându-se în căsătoria lui Delenn și Sheridan. Împreună devin conducătorii războiului, Delenn reușind să lege diverse planete și rase într-o mare alianță. Sheridan era „războinicul”, în timp ce ea era „spiritul”. Această alianță pune capăt marelui război dintre rasele Umbrelor și Vorlonilor, și duce la începutul celei de-a treia epoci Omenirii - un timp minunat de dezvoltare și schimbare. 

### După războiul cu Umbrele
Dar, după ce Războiul Umbrelor s-a terminat, atât Delenn cât și Sheridan și-au găsit lumea de origine în războaie civile. Deși munca ei a salvat nenumărate vieți și a pus capăt marelui război, a revenit acasă într-o lume plină de haos și de moarte. Minbarilor le este interzis să se omoare unul pe altul - dar prin distrugerea orașelor, viețile multo Minbari s-au pierdut. 
Delenn cu toată casta religioasă s-a predat castei războinice. Apoi a forțat o confruntare între ea și noul lider al castei războinice. Aceasta ar fi o purificare în care Delenn s-ar putea sacrifica pentru casta ei și pentru Minbari. Odată cu sacrificiul ei, conducerea Minbar ar fi fost deținută în continuare de casta religioasă - nu de războinici. Cu toate acestea, vechiul ei rival Neroon i-a salvat viața. Iar prin strigătele sale de moarte, s-a alăturat castei religioase, care i-a adus lui Delenn echilibrul puterii. Delenn a dat apoi controlul Consiliului Gri castei muncitoare, care a stat mulți ani în spate, muncind pentru castele religioase și războinice. 
După ce John Sheridan a refuzat să candideze la realegerea în funcția sa de președinte al Alianței Interstelare, Delenn este aleasă în locul lui. Când ea a acceptat această funcție, Sheridan a preluat comanda Rangerilor până la moartea sa; Delenn îi cere Ivanovei să ocupe ea apoi poziția. 
La vârsta de 160 de ani pământeni, Delenn a apărut pe neașteptate la un seminar ISN pentru a-l apăra pe John Sheridan în fața academicienilor care erau critici față de acțiunile lui Sheridan. („ Deconstrucția stelelor căzătoare ”) 